# Pontiac G8
Der G8 war eine sportliche Limousine der bis zum Jahr 2010 zum General-Motors-Konzern gehörenden Automarke Pontiac. Nach der Insolvenz von GM im Jahre 2009 und der Umstrukturierung des Modellprogramms wurde die Marke Pontiac zum Jahresende 2010 aufgegeben.
Der G8 war weitgehend baugleich mit der gleich alten Modellgeneration des Holden Commodore und wurde deshalb in Australien hergestellt, aber ausschließlich in Nordamerika verkauft.
Der sportliche Wagen wurde Anfang 2008 (in Kanada 2009) als viertürige Limousine eingeführt und ist ein Modell der oberen Mittelklasse (Full-Size Car). Eine ursprünglich ebenfalls geplante Kombiversion wurde wieder verworfen.

## Geschichte
Der G8 basierte auf der neuen Zeta-Plattform (Global rear wheel drive) von GM und verfügte somit über Hinterradantrieb. Erhältlich war er ebenfalls als G8 GT und G8 GXP. Basismotor war ein 3,6-Liter-V6 mit 191 kW und einer 5-Gang-Automatik. Der GT beschleunigte dank des 269 kW starken 6-Liter-V8-Motors mit 6-Gang-Automatik in knapp fünf Sekunden von 0 auf 60 mph (0–96 km/h). Alle Modelle waren serienmäßig mit sechs Airbags, Traktionskontrolle, ESP und 18-Zoll-Leichtmetallfelgen ausgestattet. Die Preise begannen bei 26.910 US-Dollar (19.000 Euro) für das Grundmodell mit V6-Triebwerk, bei 29.310 US-Dollar (20.600 Euro) für die GT-Version beziehungsweise bei 37.610 US-Dollar (26.500 Euro) für den G8 GXP.
Zusätzlich zu der Limousine wurde im März 2008 auf der New York International Auto Show eine auf dem Holden Ute basierende zweisitzige Pick-up-Version vorgestellt. Der G8 ST (Sport Truck), der für 2010 geplant war, sollte Pontiacs erster Pick-up-Truck, und GMs erstes Coupé Utility in Nordamerika seit dem 1987 eingestellten Chevrolet El Camino werden.
Im Januar 2009 teilte Pontiac seinen Händlern mit, dass der G8 ST auf Grund von Budgetkürzungen und Restrukturierungen im GM-Konzern nicht mehr eingeführt wird.

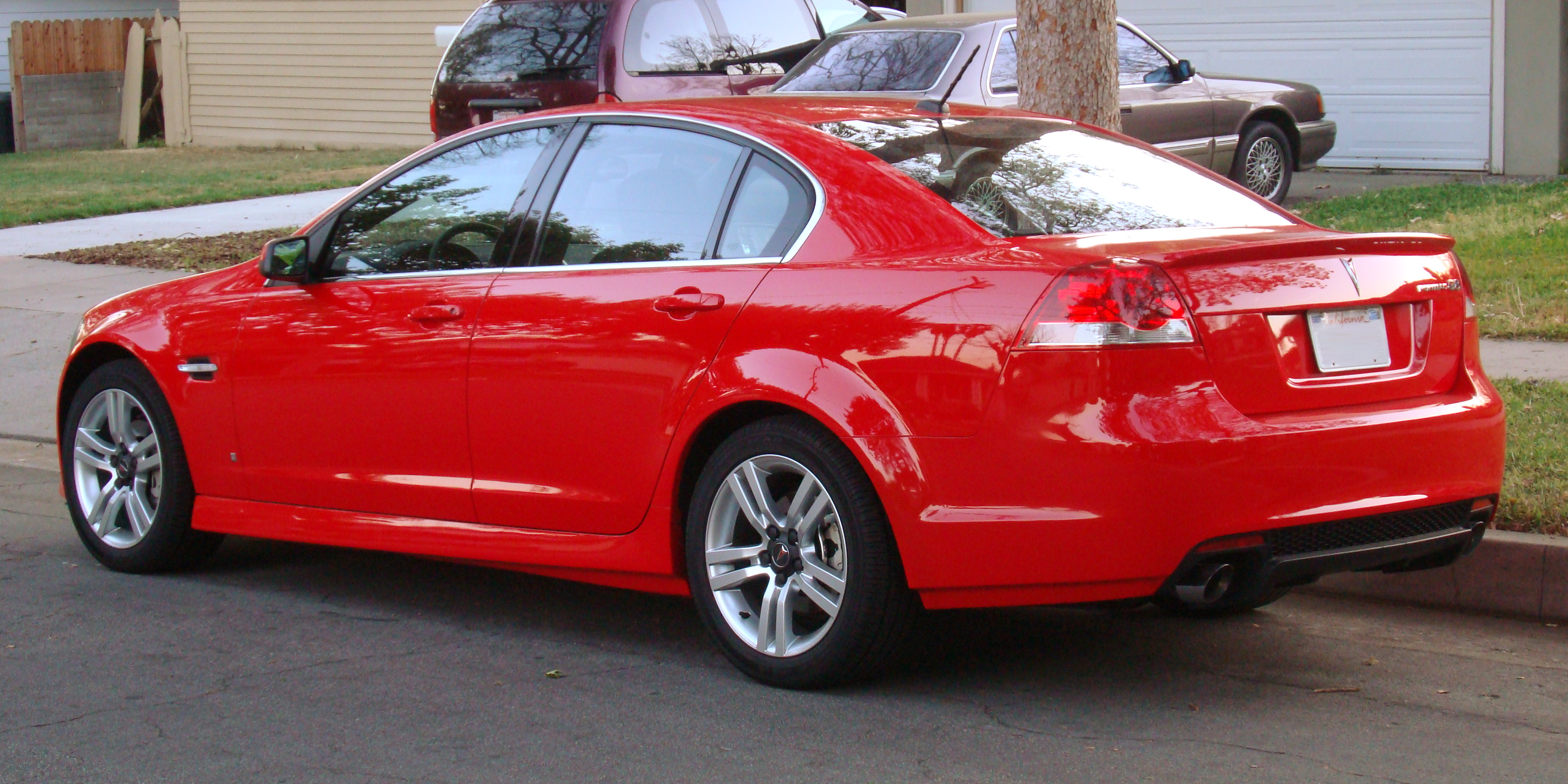
Heckansicht
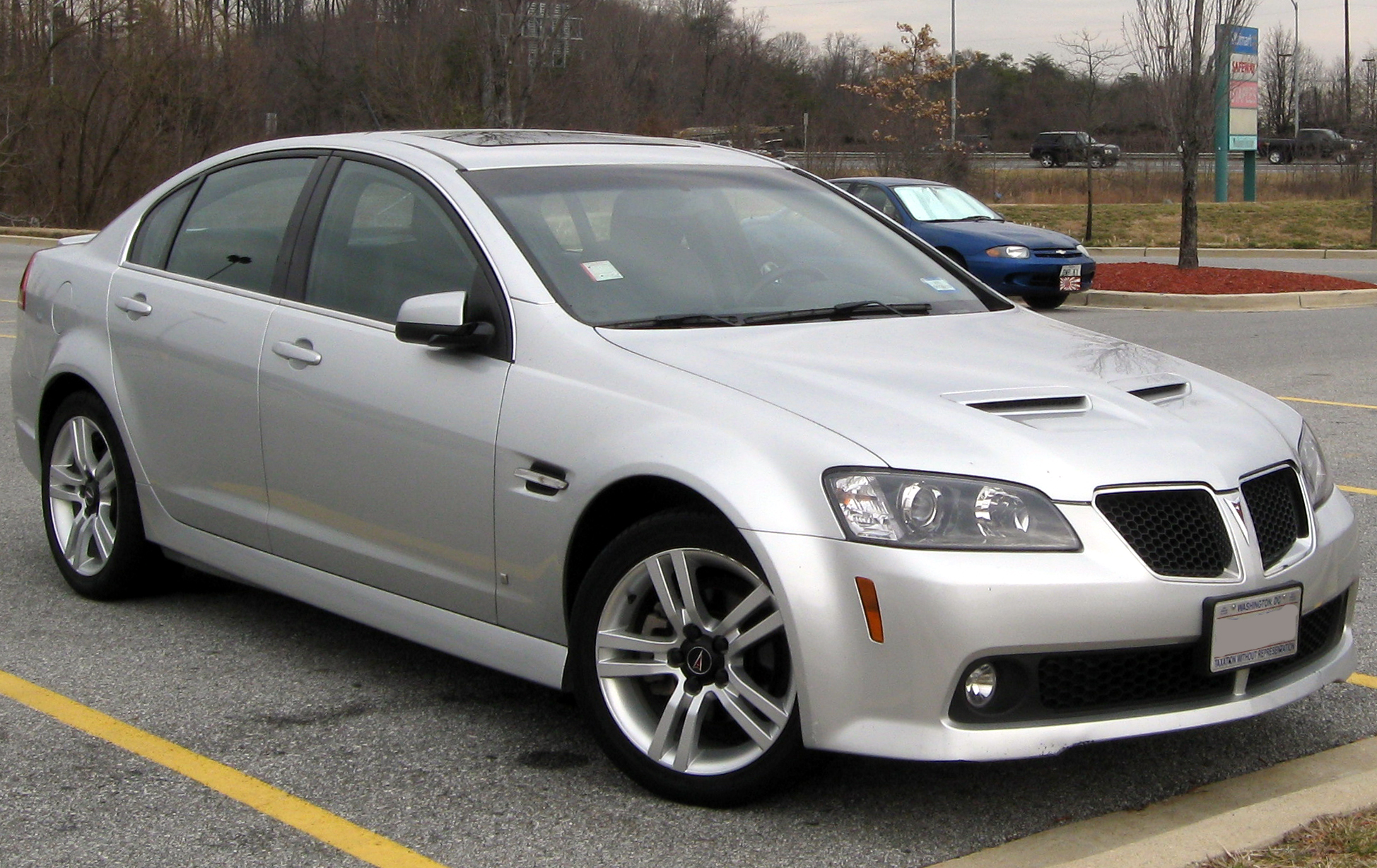
Pontiac G8 GXP (2009)
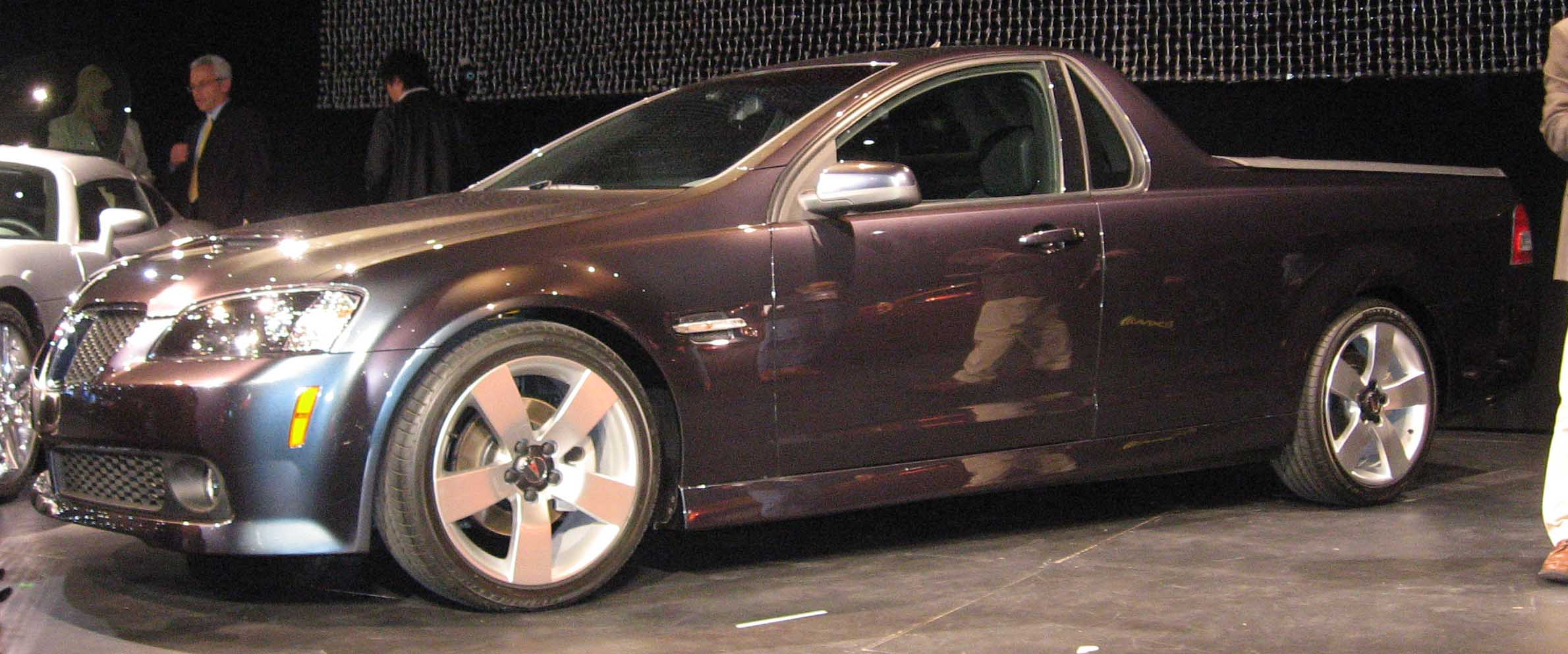
Pontiac G8 Sport Truck (2010)